# Victor McKusick
Victor Almon McKusick, né le 21 octobre 1921 à Parkman dans le Maine et mort le 22 juillet 2008 à Baltimore, est un pionnier de la génétique médicale.

## Biographie
Victor McKusick entre à l'école de médecine Johns Hopkins en 1943 et devient docteur en médecine en 1946. Il ne quittera jamais cette école après avoir été recruté comme enseignant. Il remarque le caractère familiale de la maladie de Marfan et émet en 1956, l'hypothèse que cette maladie est due à une cause à la fois unique et transmissible sur un mode héréditaire. Il postule dès cette époque que la génétique impose de penser en termes de mutation spécifique comme mécanisme causal d'une maladie particulière.

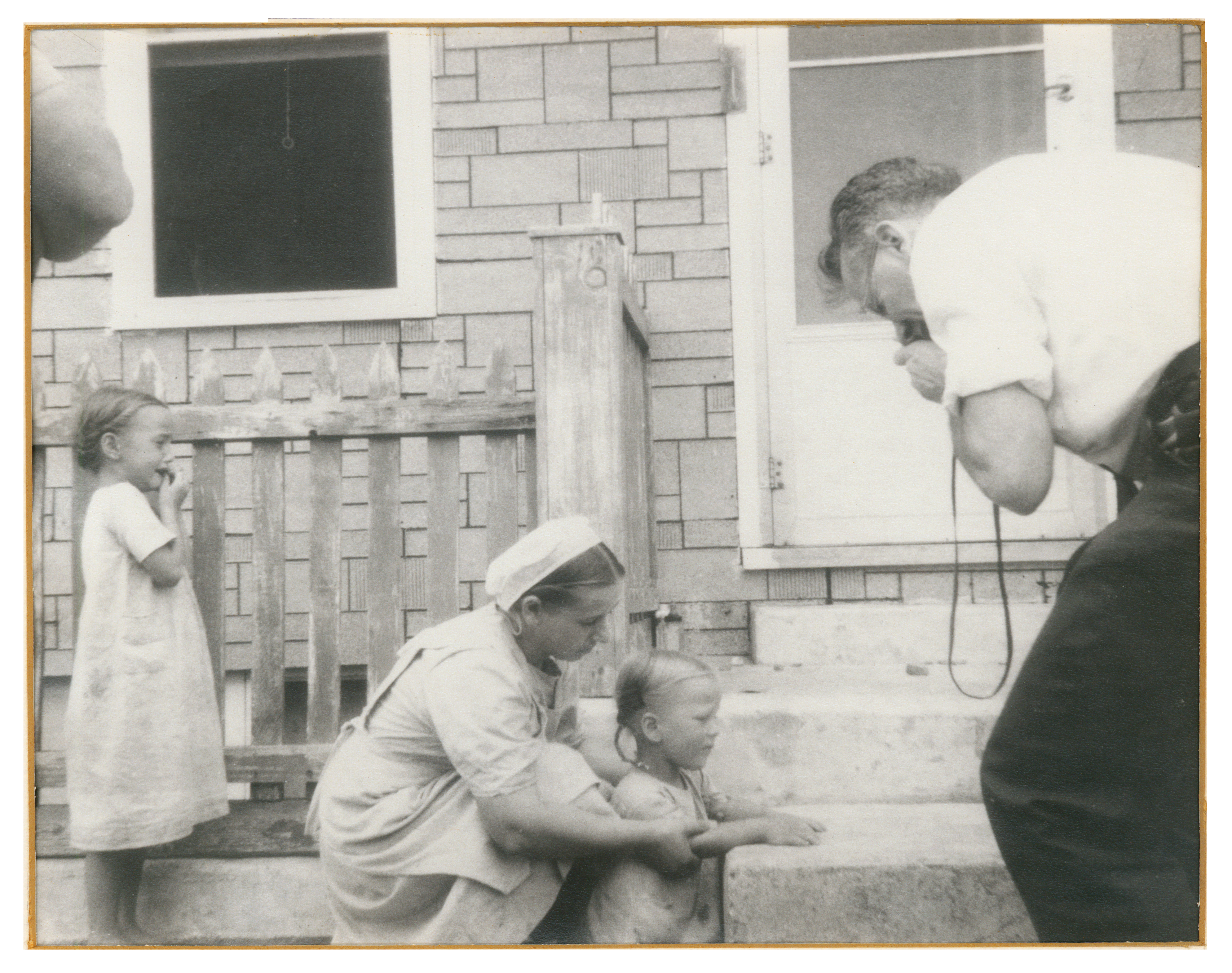
Victor McKusick prenant une photo des mains d'une enfant pendant son étude sur les Amish (vers les années 1960).

Il crée un département de génétique médicale et rassemble méthodiquement toutes les données permettant d'identifier les maladies d'origine génétique transmissibles sur un mode héréditaire. Dès 1962, une première base de données réunissant 3 485 gènes et maladies génétiques humaines connus est établie qui est publiée sous le titre Hérédité mendélienne chez l'homme. Douze éditions de cet ouvrage seront publiées. Puis ces données seront mises librement à la disposition des chercheurs sur Internet sous le titre de Online Mendelian Inheritance in Man: site.
Enfin, il a été l'un des premiers généticiens à proposer de lancer la gigantesque entreprise de séquençage du génome humain.

## Prix et distinctions
- Son nom a été donné à la chondrodysplasie métaphysaire de McKusick ;
- Son nom a été donné au syndrome de McKusick Kaufman ;
- 1997 : Prix spécial Albert-Lasker